# Naqneh
Naqneh (persiska: نقنه) är en ort i Iran.   Den ligger i provinsen Chahar Mahal och Bakhtiari, i den centrala delen av landet, 400 km söder om huvudstaden Teheran. Naqneh ligger 2 282 meter över havet och antalet invånare är 8 086.
Terrängen runt Naqneh är kuperad söderut, men norrut är den platt.Runt Naqneh är det glesbefolkat, med 17 invånare per kvadratkilometer. Närmaste större samhälle är Borūjen, 5,2 km nordväst om Naqneh. Trakten runt Naqneh består i huvudsak av gräsmarker.